# Flamin' Hot
Flamin' Hot is een Amerikaanse biografische film uit 2023, geregisseerd door Eva Longoria in haar regiedebuut. Het script, geschreven door Linda Yvette Chávez en Lewis Colick, is gebaseerd op de memoires A Boy, a Burrito and a Cookie: From Janitor to Executive van Richard Montañez. Montañez beweert de bedenker te zijn van Flamin' Hot Cheetos, een in populair merk chips in Amerika bekend pittige smaak. 

## Verhaal
In 1966 groeit Richard Montañez op in Zuid-Californië als een hardwerkend kind met een strenge vader en ondersteunende grootvader. Hij ontmoet zijn toekomstige vrouw Judy op school, waar hij begint met het verkopen van burrito's aan andere kinderen. Op jonge leeftijd wordt hij gearresteerd omdat niemand gelooft dat hij op deze manier zijn geld verdient. Als volwassene leven Richard en Judy als gangsters en handelen in drugs, maar ze veranderen hun leven als Judy zwanger wordt van hun eerste kind. Later krijgen ze nog een kind en begint Richard met zijn familie te worstelen om de eindjes aan elkaar te knopen terwijl hij naar werk zoekt. Uiteindelijk wendt hij zich tot zijn vriend en mede-voormalige gangster, Tony Romero, die hem helpt een baan te krijgen bij Frito-Lay. Ondanks het liegen op zijn cv, neemt afdelingshoofd Lonny Mason hem aan. Richard let op alle nuances van de fabriek en begint onderhoudsleider Clarence C. Baker te volgen om van hem te leren over de machines. Ondanks enige aarzeling stemt Baker toe en leert Richard alle machines in de fabriek te bedienen. Helaas dalen de aandelen van Frito-Lay. Dit leidt uiteindelijk tot ontslagen van enkele werknemers. Frito-Lay CEO Roger Enrico brengt een video uit voor de werknemers, bekeken door Richard, die inspiratie krijgt om "te denken als een CEO". Nadat hij zijn kinderen van school heeft gehaald, neemt Richard ze mee voor elotes (Mexicaanse straatmaïs). Wanneer hij opmerkt dat zijn jongste zoon Steven houdt van de pittige smaak, ondanks dat het hem dwarszit, realiseert hij zich dat de manier om Frito-Lay te redden is om het aan de Latino-markt te verkopen. Hij overtuigt Baker en de rest van zijn collega's om wat ongekruid Cheetos mee naar huis te nemen, maar Judy oppert dat hij eerst met zijn vader Vacho moet praten over een baan. Vacho vernedert echter Richards plannen, waardoor Judy Richard nog meer steunt. De Montañezes werken onvermoeibaar om de perfecte pittige smaak voor Cheetos te vinden en krijgen uiteindelijk de juiste samenstelling. Richard probeert zijn idee aan Lonny te pitchen, maar hij wijst hem af, waardoor hij gedwongen wordt in te breken en Enrico's telefoonnummer te kopiëren. Richard slaagt erin om contact op te nemen met Enrico, die, terwijl hij verbaasd is dat hij door een conciërge wordt gebeld, geïntrigeerd is om te horen dat hij zijn video heeft gezien, en vraagt hem zijn gekruide Cheetos op te sturen. Hij proeft ze en raakt meteen verslaafd, waarna hij een ontmoeting op de fabriek regelt. Hoewel Lonny boos is op Richard, bereidt hij zich voor op de pitch en krijgt eindelijk de goedkeuring van zijn vader om hem te steunen. Richard spreekt vanuit het hart en zijn pitch wordt geaccepteerd, waardoor de Flamin' Hot Cheetos in productie worden genomen. Hoewel dit resulteert in meer banen, vliegt de nieuwe smaak niet van de planken. Teleurgesteld wijzen Richards kinderen erop dat er geen reclame is voor de smaak. Richard keert terug naar zijn werk en beveelt iedereen hun vaardigheden te gebruiken om de nieuwe smaak rechtstreeks op straat te verkopen. De tactiek werkt en Enrico belt om te vragen dat de fabriek een nog grotere bestelling produceert. Terwijl Baker de promotie krijgt die hij altijd al wilde, blijft Richard een conciërge, hoewel Baker hem wat steun geeft. Lonny vraagt Richard om boven schoon te maken, alleen om Enrico te vinden, die hem vertelt dat hij begrijpt tegen welke problemen hij is opgegroeid, voordat hij onthult dat hij is gepromoveerd tot hoofd van internationale marketing. Richard wordt toegejuicht door al zijn collega's voor zijn succes, en hij belt Judy blij om het goede nieuws te vertellen. De eindtitels onthullen dat Richard met pensioen ging na 45 jaar bij het bedrijf en dat hij en Judy nog steeds samen zijn.

## Release en ontvangst
Flamin' Hot ging op 11 maart 2023 in wereldpremière op het South by Southwest-filmfestival, gevolgd door een release op 9 juni 2023 op Hulu en Disney+. De film kreeg gemengde kritieken van de filmcritici, met een score van 69% op Rotten Tomatoes, gebaseerd op 127 beoordelingen. De film ontving een Oscarnominatie voor 
beste originele nummer voor het nummer The Fire Inside geschreven door Diane Warren en uitgevoerd door Becky G.